# Jean Bertin (1750-1803)
Pour les articles homonymes, voir Jean Bertin et Bertin.
Jean Bertin est un homme politique français né en 1750 à Guignen (Ille-et-Vilaine) et décédé le 17 mars 1803 à Paris.
Agriculteur, il est député d'Ille-et-Vilaine de 1802 à 1803. Il est également conseiller de préfecture.

## Sources
- « Jean Bertin (1750-1803) », dans Adolphe Robert et Gaston Cougny, Dictionnaire des parlementaires français, Edgar Bourloton, 1889-1891 [détail de l’édition]